# 藤井勇治
藤井 勇治（ふじい ゆうじ、1950年（昭和25年）2月27日 - ）は、日本の政治家。元滋賀県長浜市長（3期）。元衆議院議員（1期）。

## 来歴
滋賀県東浅井郡虎姫町（現・長浜市）生まれ。1973年3月、龍谷大学法学部卒業。同年6月、衆議院議員の秘書となる。1980年、河本嘉久蔵参議院議員の公設秘書となる。1996年、白川勝彦自治大臣の秘書官となる。2003年、古賀誠の政策秘書となる。
2005年、第44回衆議院議員総選挙に滋賀2区から自民党公認で立候補（重複立候補）。選挙区では民主党の田島一成に敗れるも、比例近畿ブロックで復活し初当選した。
2009年、第45回衆議院議員総選挙に滋賀2区から自民党公認、公明党の推薦を受けて立候補するも、再び田島に敗れ、落選。
2010年2月14日に行われた長浜市長選に無所属で立候補。現職の川島信也を破り初当選。3月5日、市長就任。
2014年、日本維新の会公認の石井さちこを破り再選。
2018年2月25日に執行された市長選では、元市議の中川勇を破り3選。
2022年2月27日執行された市長選に4期目を目指し立憲民主党の推薦を得て無所属で立候補したが、自身の新型コロナウイルス感染による入院（後述）などもあり、元大阪高裁判事の浅見宣義にほぼダブルスコアで敗れ、落選した。なお退院後に退任会見は行わなかった。

## 問題行動

### 不適切な交際疑惑
2018年3月、週刊誌が藤井と女性の不適切交際を報じた。同年5月、市民などが「藤井のスキャンダルにより精神的苦痛を受けた」などとして総額約3,650万円の損害賠償を求める訴えを大津地裁長浜支部に起こした。不倫相手の女性が、長浜市が多額の税金を貸し付けている第三セクターが運営する飲食店の幹部に抜擢されたこと、女性がそれを「市長に仕事を紹介してもらった」として友人に話していたことなどが報じられる。
2019年2月25日、長浜市議会は藤井に対する辞職勧告決議案を賛成多数で可決した。採決の結果は賛成12、反対9。退席者3、欠席者1だった。

### 自身の新型コロナウイルス感染療養における不適切な転院調整
2022年1月30日、38度の発熱があったことから医療機関でPCR検査を受け、新型コロナウイルスの陽性が判明した。当初は自宅で療養していたが、その後肺炎と診断されて市立長浜病院に入院した。その翌4日、市立長浜病院が、藤井の症状が悪化し、ECMOの治療が必要になったとして滋賀県に転院調整を依頼し、県は転院先として長浜赤十字病院を提示したものの藤井側が拒否し、市立長浜病院は藤井の希望に応じる形で県を経由せず、約70キロ離れた大津市にある滋賀医科大学医学部附属病院に転院させた。県は長浜赤十字病院を含めた3病院間で調整済みと理解していたが、長浜赤十字病院には連絡がなく、病床を空けて待っていたという。また、滋賀医科大学医学部付属病院は当時は満床に近かったという。
この行動に対し県は「勝手に転院を行われると県全体の病床の調整ができなくなる。イレギュラーな手続きだ」と病院側に再発防止を求めたが、市立長浜病院側は「転院について滋賀県に事前に報告しており、適切に対処した」「これまでにも患者の希望に応える形で転院先と調整した例があった。正規の手続きを踏んでいる」としていて、双方の見解が食い違っている。また、藤井側は「入院して治療にあたっている。入院先については公表を控えたい」とコメントした。

## 市政・人物
- 2020年5月25日、新型コロナウイルス対策の財源に充てるため、自身と副市長、教育長の6月の期末手当を全額返上すると発表した[15]。

## 所属していた団体・議員連盟
- 朝鮮通信使交流議員の会（幹事）
- 日韓議員連盟